# Gmina Ahja
Gmina Ahja (est. Ahja vald) – gmina wiejska w Estonii, w prowincji Põlva.
W skład gminy wchodzi:
- 1 miasto: Ahja.
- 8 wsi: Akste, Ibaste, Kosova, Kärsa, Loko, Mustakurmu, Mõtsküla, Vanamõisa.